# Костиці
Костиці (рум. Costiță) — село у повіті Арджеш в Румунії. Входить до складу комуни Скіту-Голешть.
Село розташоване на відстані 120 км на північний захід від Бухареста, 39 км на північ від Пітешть, 135 км на північний схід від Крайови, 69 км на південний захід від Брашова.

## Населення
За даними перепису населення 2002 року у селі проживали 157 осіб, з них 155 осіб (98,7%) румунів. Рідною мовою 155 осіб (98,7%) назвали румунську.